# Джонс, Рич (баскетболист)
Ричард Уэсли «Рич» Джонс (англ. Richard Wesley "Rich" Jones; родился 27 декабря 1946 года в Мемфисе, Теннесси, США) — американский профессиональный баскетболист, играл в Американской баскетбольной ассоциации, отыграв семь неполных из девяти сезонов её существования, плюс один сезон в Национальной баскетбольной ассоциации. Чемпион АБА в сезоне 1975/1976 годов в составе команды «Нью-Йорк Нетс».

## Ранние годы
Рич Джонс родился 27 декабря 1946 года в городе Мемфис (штат Теннесси), там он учился в средней школе Лестер, в которой играл за местную баскетбольную команду.

## Статистика

### Статистика в НБА
| Сезон                                                                                    | Команда       | Регулярный сезон | Регулярный сезон | Регулярный сезон | Регулярный сезон | Регулярный сезон | Регулярный сезон | Регулярный сезон | Регулярный сезон | Регулярный сезон | Регулярный сезон | Регулярный сезон | Серия плей-офф | Серия плей-офф | Серия плей-офф | Серия плей-офф | Серия плей-офф | Серия плей-офф | Серия плей-офф | Серия плей-офф | Серия плей-офф | Серия плей-офф | Серия плей-офф |
| Сезон                                                                                    | Команда       | GP               | GS               | MPG              | FG%              | 3P%              | FT%              | RPG              | APG              | SPG              | BPG              | PPG              | GP             | GS             | MPG            | FG%            | 3P%            | FT%            | RPG            | APG            | SPG            | BPG            | PPG            |
| ---------------------------------------------------------------------------------------- | ------------- | ---------------- | ---------------- | ---------------- | ---------------- | ---------------- | ---------------- | ---------------- | ---------------- | ---------------- | ---------------- | ---------------- | -------------- | -------------- | -------------- | -------------- | -------------- | -------------- | -------------- | -------------- | -------------- | -------------- | -------------- |
| 1976/77                                                                                  | Нью-Йорк Нетс | 34               |                  | 25,8             | 38,5             |                  | 76,0             | 5,7              | 1,4              | 1,1              | 0,3              | 10,6             | Не участвовал  | Не участвовал  | Не участвовал  | Не участвовал  | Не участвовал  | Не участвовал  | Не участвовал  | Не участвовал  | Не участвовал  | Не участвовал  | Не участвовал  |
|                                                                                          | Всего         | 34               |                  | 25,8             | 38,5             |                  | 76,0             | 5,7              | 1,4              | 1,1              | 0,3              | 10,6             | Не участвовал  | Не участвовал  | Не участвовал  | Не участвовал  | Не участвовал  | Не участвовал  | Не участвовал  | Не участвовал  | Не участвовал  | Не участвовал  | Не участвовал  |
| Наведите курсор мыши на аббревиатуры в заголовке таблицы, чтобы прочесть их расшифровку. |               |                  |                  |                  |                  |                  |                  |                  |                  |                  |                  |                  |                |                |                |                |                |                |                |                |                |                |                |